# Jornada ao Oeste
Jornada ao Oeste (chinês simplificado: 西|游|记; chinês tradicional: 西|遊|記; pinyin: Xī Yóu Jì; Wade-Giles: Hsi-yu chi) é um romance mitológico do escritor chinês Wu Chengen que apareceu anonimamente por volta de 1570, em meados da Dinastia Ming. A lenda de Jornada ao Oeste baseia-se na peregrinação do monge Xuanzang para a Índia, em busca de escrituras sagradas do budismo, e conta a história da lenda chinesa de Sun Wukong (Rei Macaco).
O romance mantém a história básica do registro pessoal de Xuanzang sobre sua viagem, "Grandes Registros Tang sobre as Regiões Ocidentais", adicionando, porém, elementos do folclore, baladas antigas e invenções do autor, como o fato de Sidarta Gautama encomendar a missão ao monge chinês (chamado de Tang Sanzang no romance) e lhe fornecer três protetores, os quais serão beneficiados com o perdão de seus pecados. Esses três protetores são o Rei Macaco, Zhu Bajie, Sha Wujing e um príncipe dragão que serve como montaria (um cavalo branco) de Tang Sanzang. É considerado um dos Quatro Grandes Romances Clássicos da literatura da China.

## Contexto histórico
O romance se baseia em eventos históricos. Xuanzang (602–664) foi um monge no templo Jingtu na Changan do final da dinastia Sui e começo da dinastia Tang. Motivado pela baixa qualidade das traduções chinesas das escrituras budistas na época, Xuanzang deixou Changan em 629, desafiando a proibição das viagens imposta pelo imperador Taizong de Tang. Ajudado por amigos budistas, ele atravessou Gansu, Qinghai, Kumul (Hami), Tian Shan, Turpan, Quirguistão, Usbequistão, Afeganistão e Gandara e chegou à Índia em 630. Durante os treze anos seguintes, Xuanzang viajou pelo subcontinente indiano, visitando importantes locais de peregrinação budista, estudando na antiga universidade de Nalanda e debatendo com rivais do budismo.
Em 643, deixou a Índia e, em 646, retornou a Changan. Embora tivesse desafiado a proibição imperial das viagens, recebeu uma acolhida calorosa do imperador Taizong, que deu apoio aos projetos de Xuanzang. Este se estabeleceu no mosteiro Da Ci'en (mosteiro da Grande Graça Maternal), onde comandou a construção do Pagode do Grande Ganso Selvagem, que guardaria os sutras e imagens budistas que Xuanzang trouxera da Índia. Xuanzang registrou sua viagem no livro "Grandes Registros Tang sobre as Regiões Ocidentais". Com o apoio do imperador, criou um instituto no monastério Yuhua Gong (Palácio do Brilho de Jade), dedicado a traduzir as escrituras que trouxera. Seu trabalho de tradução e comentário o tornou fundador da escola budista "Escola do Caráter do Darma". Xuanzang morreu em 7 de março de 664. O mosteiro de Xingjiao foi construído em 669 em cima das cinzas de Xuanzang.
Versões populares da viagem de Xuanzang incluindo um macaco como protagonista surgiram desde a dinastia Song do sul.

## Sinopse
O romance tem cem capítulos que podem ser divididos em quatro partes. A primeira (capítulos 1 a 7) é uma introdução. Ela trata das primeiras façanhas de Sun Wukong, um macaco nascido de uma pedra nutrida pelos cinco elementos. Sun Wukong (Rei Macaco) é descrito por Wu Cheng'en como uma figura lendária com extraordinários poderes. Ele aprende a arte do tao, 72 mudanças polimórficas, combate, e os segredos da imortalidade. Através de força e astúcia, se torna conhecido como "Grande sábio igual ao Céu". Seus poderes se igualam aos das divindades taoistas do leste. O prólogo termina com a rebelião de Sun contra o Céu num período em que ele fazia parte da burocracia celestial. Como punição, Sidarta Gautama o aprisiona embaixo de uma montanha e sela sua prisão com um talismã durante cinco séculos.
A segunda parte (capítulos 8 a 12) introduz o principal personagem, Tang Sanzang. Desanimado com o fato de que "a terra do sul conhece apenas orgulho, hedonismo, promiscuidade e pecados", Sidarta instrui o bodisatva Avalokiteshvara (Kuan Yin) a procurar, na China da dinastia Tang, alguém capaz de levar as escrituras budistas de  "transcendência e persuasão para a boa vontade" de volta ao leste. A história revela que Tang Sanzang, em uma vida passada, fora um discípulo de Sidarta chamado "Cigarra Dourada". Tang Sanzang, então, torna-se um monge e é enviado em peregrinação pelo imperador Taizong.
A terceira e mais comprida parte (capítulos 13 a 99) relata a jornada de Tang Sanzang em busca de escrituras budistas no templo Leiyin, no pico do Abutre, na Índia. O cenário da jornada são as terras escassamente povoadas ao longo da Rota da Seda entre a China e a Índia, incluindo Xinjiang, Turquestão e Afeganistão. A geografia descrita no livro, no entanto, é, quase inteiramente, fantasiosa. Tang Sanzang parte de Chang'an, a capital Tang, e cruza a fronteira (em algum lugar da província de Gansu), se deparando então com um território inóspito de  desfiladeiros profundos e altas montanhas, habitado por demônios e espíritos animais que consideram Tang Sanzang um potencial alimento, pois eles acreditam que a ingestão da carne de Tang Sanzang lhes conferiria imortalidade. Em meio ao cenário desolador, Tang encontra ocasionais monastérios e cidades-estado. Na jornada, Tang Sanzang conta com quatro seguidores, que, sob as ordens de Kuan Yin, auxiliam Tang Sanzang em troca do perdão de seus pecadosː
- Sun Wukong (traduzido literalmente, "desperto para o vazio"), ou Macaco, que foi aprisionado pelo Buda por ter desafiado o Céu. Ele aparece no capítulo 13. É o mais inteligente e violento dos seguidores de Tang Sanzang. É constantemente repreendido por Tang Sanzang devido a sua violência. Somente consegue ser controlado por um diadema mágico de ouro que Kuan Yin colocou ao redor de sua cabeça. Sun sente uma insuportável dor de cabeça toda vez que Tang Sanzang canta o "mantra do apertador de diadema".[2][3][4]
- O segundo seguidor é Zhu Bajie (traduzido literalmente, "Porco dos Oito Preceitos"), algumas vezes traduzido como Porquinho ou Porco. Aparece no capítulo 19. Anteriormente, era o "marechal do dossel celestial", comandante das forças navais do Céu, mas foi banido para a Terra por ter flertado com a deusa da Lua, Chang'e. Um grande guerreiro, possui um apetite insaciável por comida e mulheres. Está, constantemente, procurando um meio de fugir a suas obrigações, o que o leva a ter vários atritos com Sun Wukong.
- O terceiro seguidor aparece no capítulo 22. É o ogro fluvial Sha Wujing, também traduzido como Irmão Areia ou Arenoso. Anteriormente, era o "general do levantamento de cortina" do Céu, mas foi banido para a Terra por ter deixado cair e quebrar um cálice de cristal de Xi Wangmu. É quieto, confiável e trabalhador, contrastando com a comicidade de Sung e Zhu.
- O quarto seguidor é Yulong, o terceiro filho do "Rei Dragão do Mar Ocidental". Ele foi condenado à morte por ter queimado a grande pérola de seu pai, mas foi salvo da morte por Kuan Yin. Aparece no capítulo 15, mas praticamente não tem nenhuma fala, pois aparece na maior parte da história como o cavalo branco que serve de montaria a Tang Sanzang.

O capítulo 22, no qual surge Sha Wujing, fornece um marco geográficoː o rio que os viajantes atravessam, introduzindo-os num novo "continente". Do capítulo 23 ao 86, a ação se passa numa região selvagem, com grandes rios, montanhas flamejantes, um reino habitado somente por mulheres, um covil de sedutores espíritos aranha, e muitos outros cenários fantásticos. Por toda a jornada, os quatro seguidores têm de proteger seu mestre Tang Sanzang de vários monstros e calamidades. É sugerido que a maior parte dessas calamidades foi criada pelo destino ou pelo Buda, pois os monstros, apesar de fortes e numerosos, não conseguem jamais infligir qualquer dano aos viajantes. Alguns monstros são bestas celestiais fugitivas pertencentes a bodisatvas ou a deuses e sábios taoistas. Perto do fim do livro, existe uma cena na qual o próprio Buda comanda o último desafio, pois falta apenas um último desafio para que Tang Sanzang complete os 81 desafios necessários para atingir a iluminação.
No capítulo 87, Tang Sanzang finalmente chega à Índia. Entre os capítulos 87 e 99, ocorrem aventuras mágicas num cenário mais mundano, embora ainda exótico. Depois de uma jornada de catorze anos (o texto menciona apenas nove anos, mas existe espaço para a adição de mais episódios), os viajantes chegam ao semirreal, semilendário Pico do Abutre, onde, numa cena cômica e ao mesmo tempo mística, Tang Sanzang recebe as escrituras das mãos do próprio Sidarta Gautama, o Buda.
O capítulo 100, que encerra o livro, descreve rapidamente a jornada de volta até o império Tang e os acontecimentos subsequentes. Cada um dos viajantes recebe postos na burocracia celestial. Sun Wukong e Tang Sanzang se tornam budas, Sha Wujing se torna um arhat, o cavalo dragão é transformado num naga, e Zhu Bajie, cujas boas intenções sempre foram prejudicadas por sua ganância, é promovido a "limpador de altar", isto é, aquele que come o excesso de oferendas nos altares.

## Adaptações
O teatro de marionetes de Chincheu, na costa sudeste da China, tem a tradição de encenar a história de Xuanzang, que remete ao tempo anterior à própria publicação do romance (1271 a 1368 d.c.).
A princípio, Akira Toriyama pretendia fazer, de seu mangá Dragon Ball, uma releitura moderna do conto, tanto que o protagonista Son Goku se assemelha ao macaco Sun Wukong.
Também podemos encontrar uma pequena adaptação bem romântica e que nos lembra vagamente a história chamada : Uma odisseia coreana ou hwayugi ou em sua língua original 화유기.
A tradução e título mais famoso que deu a essa obra o conhecimento do público ocidental chama-se Monkey: A Folk-Tale of China, obra traduzida e compilada por Arthur Waley que optou por remover vários capítulos para facilitar a publicação em edição única.

## No Brasil
Até hoje não encontramos a tradução da obra completa em português, porém vale destacar:
- Em 2002, a editora Horus tornou-se pioneira, com o lançamento da obra no Brasil. Pela primeira vez em português, a obra intitulada "O Macaco Peregrino ou a Saga ao Ocidente" veio preencher uma lacuna existente no mercado editorial brasileiro. A obra, inicialmente traduzida do chinês para o inglês por Arthur Waley, teve a sua tradução para o português por Lea P. Zilberlicht.
- Em 2003, a editora Odysseus lançou uma adaptação da obra por David Kherdian, intitulada "Macaco: Uma Jornada para o Oeste".
- Em 2008, a Conrad Editora que publicou na íntegra o mangá de Dragon Ball,[8] anunciou a publicação do romance em três tomos. Essa edição da editora Conrad conta com tradução direta do Chinês e cada capítulo tem roteiro e ilustrações por um autor chinês diferente. No primeiro tomo são oito capítulos no total. Tanto a tradução do volume 1 como do volume 2 ficou por conta do Adam Sun.[9] O segundo volume foi lançado em 2010.[10] Contudo, a coleção foi cancelada antes da publicação do terceiro tomo.